# Lutrje
Lutrje – wieś w Słowenii, w gminie Šentjur. W 2018 roku liczyła 191 mieszkańców.